# Nakamura Masanao
Nakamura Masanao est un nom japonais traditionnel ; le nom de famille (ou le nom d'école), Nakamura, précède donc le prénom (ou le nom d'artiste).
Nakamura Masanao (中村正直, Nakamura Masanao, 24 juin 1832-7 juin 1891) était un enseignant, philosophe et un membre du mouvement dit de l'« éclaircissement de Meiji » pendant l'ère Meiji au Japon. Il est également connu par son pseudonyme « Keiu Nakamura ».
Né à Edo dans une famille de samouraïs, Nakamura était à l'origine un érudit confucéen. Il a été choisi par le Bakufu des Tokugawa pour aller étudier en Grande-Bretagne où il a appris l'anglais.
À son retour au Japon, il traduit en japonais Self-Help (« la débrouillardise »), de Samuel Smiles, et l'essai De la liberté, de John Stuart Mill. Ces deux œuvres se sont avérées être des succès de librairie très populaires pendant l'ère Meiji.
Il a enseigné à l'université impériale de Tokyo, a fondé une école appelée le Dojinsha et a dirigé ce qui deviendra plus tard l'université pour femmes d'Ochanomizu.
Nakamura fut l'un des premiers philosophes japonais à se convertir au christianisme (protestantisme) qu'il a mélangé pour lui-même avec l'humanisme confucianiste et la croyance en la bonté innée de l'humanité. Il voyait le christianisme comme la base de la force militaire et économique des nations occidentales, et affirmait que le Japon devait se débarrasser de ses croyances traditionnelles pour se renforcer. De plus, il était l'un des membres les plus radicaux du groupe initial des philosophes du Meirokusha.
Il est le créateur du concept de « Bonne épouse, sage mère ».

## Source de la traduction
- (en) Cet article est partiellement ou en totalité issu de l’article de Wikipédia en anglais intitulé « Nakamura Masanao » (voir la liste des auteurs).